# Termitostroma mergelsbergi
Termitostroma mergelsbergi är en tvåvingeart som beskrevs av Schmitz 1936. Termitostroma mergelsbergi ingår i släktet Termitostroma och familjen puckelflugor. Inga underarter finns listade i Catalogue of Life.